# Truuli Peak
Der Truuli Peak ist mit 2015 m der höchste Berg der Kenai Mountains auf der Kenai-Halbinsel im Süden Alaskas. Er liegt im Kenai National Wildlife Refuge im Südwesten des Harding Icefields zwischen den Gletschern Chernof und Truuli.
Der nächstgelegene höhere Gipfel ist der 143 km entfernte Mount Redoubt in den Chigmit Mountains westlich des Cook Inlets.
Die Erstbesteigung des Truuli Peaks fand 1968 unter Leitung von Vinn Hoeman im Zuge der ersten aufgezeichneten Überquerung des Harding Icefields statt, die von der Kachemak Bay zum Exit-Gletscher führte. Der Name „Truuli“ wurde von Hoeman vergeben und stammt von der indianischen Bezeichnung für die Kenai Mountains.